# Kông Chro, Gia Lai
Kông Chro là xã thuộc tỉnh Gia Lai, Việt Nam.

## Địa lý
Thị trấn Kông Chro có vị trí địa lý:
- Phía Đông giáp xã Ya Ma
- Phía Tây giáp xã Yang Trung
- Phía Nam giáp xã Yang Nam
- Phía Bắc giáp xã Kông Yang và An Trung.

Thị trấn Kông Chro có diện tích 25,60 km², dân số năm 2009 là 9.014 người, mật độ dân số đạt 352 người/km².

## Lịch sử
Quyết định số 96-HĐBT ngày 30 tháng 5 năm 1988 của Hội đồng Bộ trưởng thành lập thị trấn Kông Chro trên cơ sở  tách các làng Đe Nghe Lớn và Đe Nghe Nhỏ của xã Ya Ma và các làng Hlektu, Tong và Pyang của xã Yang Trung.